# Lambert de Vries
Lambert de Vries (Someren, 1875 – Helmond, 1939) was een architect actief in heel Zuidoost-Brabant en incidenteel ook daarbuiten. Zijn bouwstijl ontwikkelde zich tijdens zijn ruim veertigjarige loopbaan van traditioneel tot meer expressief, in de trant van de Delftse School.

## Leven en werk
De Vries was een nakomer in het gezin van Cornelis de Vries en Josina van Duijnhoven. Zijn vader, landbouwer en veearts, was geboren in Helmond, zijn moeder in Lieshout. Hij groeide op in Someren, waar zijn vader overleed toen Lambert nog maar negen jaar was. Hij leerde van zijn broer Karel het klompenmakersvak en van zijn broer Gerard het bouwvak. Met deze laatste broer ontwikkelde hij een hechte band. Vanaf 1894 waren zij naaste buren en in 1895 vormden zij een maatschap onder de naam Gebrs. De Vries. Deze was van 1896 tot 1906 gevestigd te Beek en Donk, waar beide broers (getrouwd met twee zussen Cuppens uit Asten, in 1894 respectievelijk 1901) woonden. In 1906 verhuisden beide huisgezinnen naar een in eigen beheer ontworpen en gebouwd woningcomplex in Helmond. Inmiddels was er een taakverdeling tussen Gerard en Lambert ontstaan: vanaf 1898 trad Lambert op als architect, Gerard als aannemer.
Het werk van Lambert de Vries was veelzijdig. Scholenbouw was een van zijn specialiteiten, maar daarnaast tekende hij ook talloze andere bouwwerken, zoals bedrijfsgebouwen, winkelpanden, villa’s en een enkele pastorie en kerk. Qua omvang was zijn werk voor de volkswoningbouw het grootst. Vrijwel vanaf de oprichting was hij de huisarchitect van woningbouwvereniging De Hoop te Helmond en van de Onderlinge Woningbouwvereeniging Helmond. Ook in Geldrop, Mierlo-dorp en Veghel was hij actief op het gebied van volkswoningbouw. Een bijzonder, jaren durend project in de laatste jaren van zijn werkzame bestaan was de restauratie van Kasteel Asten.

## Werken
Onder de diverse rijksmonumenten behoren:
- Sint-Gertrudiskerk (Maarheeze) (1910)
- Klooster Sint Jozefgaarde, Helmond (1926)
- Patronaatsgebouw, Lierop (1926)
- Patronaatsgebouw 2e Haagstraat 40, Helmond (1930)